# الحملة الصليبية الليتوانية

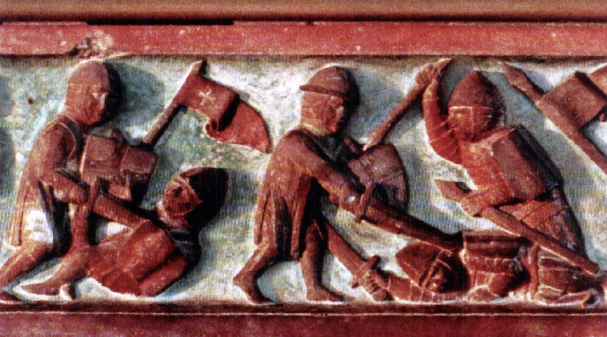
الحملة الصليبية الليتوانية

الحملة الصليبية الليتوانية كانت عبارة عن سلسلة من حملات الاستعمار المسيحي الاقتصادي من قبل فرسان التيوتون والفرسان الليفونيين بحجة تنصير دوقية ليتوانيا الوثنية بالقوة. احتل الفرسان الليفونيون ريغا في عام 1202 وغزا فرسان التيوتون كولمرلاند في ثلاثينيات القرن الثاني عشر. بدأوا أولًا بغزو شعوب البلطيق المجاورة، الكورونيون، والسيميغاليون، واللاتغاليون، والسيلونيون، والبروسيون القدماء، ضمن الحملة الصليبية الليفونية والحملة الصليبية البروسية.
كانت الغارة الأولى ضد الليتوانيين والساموغيتيين في عام 1208. ومنذ ذلك الحين، لعب الفرسان دورًا رئيسيًا في السياسة الليتوانية، لكن ذلك لم يشكل تهديدًا مباشرًا حتى عام 1280. بحلول ذلك الوقت، كانت دوقية ليتوانيا الكبرى بالفعل دولة مركزية ويمكنها إقامة دفاعات. وفي القرن التالي، نظم النظام الاستعماري (غارات) على أراضي ساموغيتيا وليتوانيا، دون نجاح كبير ولكن بتكلفة بشرية هائلة. أصبحت المناطق الحدودية في ساموغيتيا وسوفالكيا قفراء قليلة السكان بسبب التطهير العرقي، على الرغم من أن النظام اكتسب القليل جدًا من الأراضي. كانت الحروب الناتجة بين فرسان النظام التيوتوني وليتوانيا واحدة من أطول الصراعات في تاريخ أوروبا.
اعتنقت الدوقية الكبرى أخيرًا المسيحية في عام 1386، عندما قبل الدوق الأكبر يوغيلا المعمودية من بولندا قبل زفافه إلى الملكة يادويغا، والتتويج كملك لبولندا. ومع ذلك، فإن المعمودية لم توقف الحملة الصليبية، إذ طعن الفرسان علنًا في صدق اعتناق المسيحية في المحكمة البابوية. هزمت ليتوانيا وحليفتها الجديدة بولندا الفرسان في معركة جرونفالد الحاسمة عام 1410، والتي غالبًا ما يُشار إليها على أنها نهاية الحملة الصليبية الليتوانية والحرب البولندية الليتوانية والتوتونية. وجرى التوصل إلى السلام النهائي بموجب معاهدة ميلنو (1422)، منهية بذلك 225 عامًا من الحرب.

## الخلفية

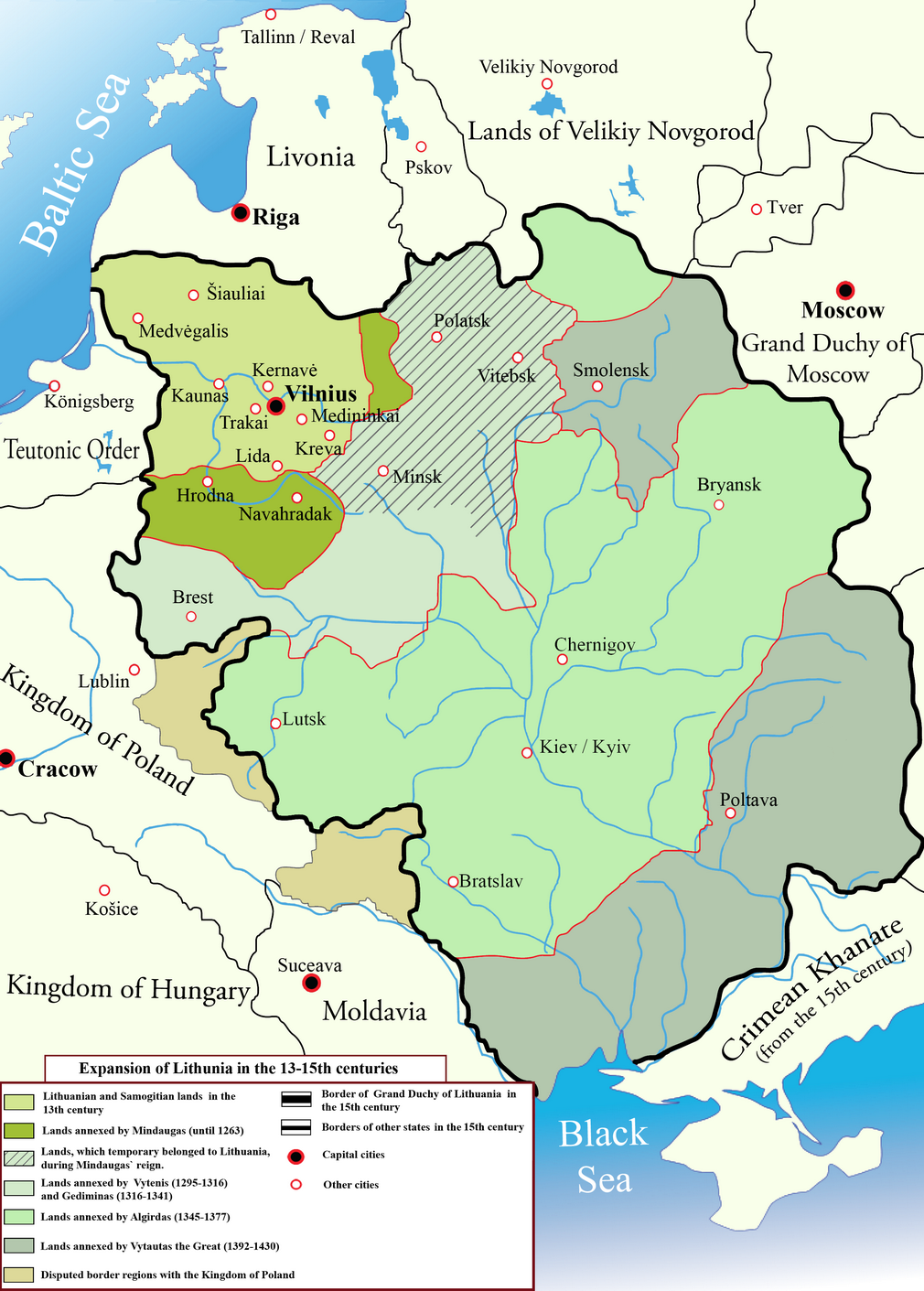
الدولة الليتوانية في القرنين الثالث عشر والخامس عشر

ادعى الصليبيون شن حرب لتنصير «الكفار» غير المسيحيين بالقوة. وفي القرن الثاني عشر، كتب القديس برنارد من كليرفو أن قتل الوثنيين كان مبررًا أيضًا: «مجد المسيحي في موت الوثني، لأنه يمجد المسيح». لكن في القرن الخامس عشر، مع مجمع كونستانس، بدأ الطعن في هذا الرأي ومناقشة حقوق الوثنيين. قبلت ليتوانيا ديانات مختلفة - في عهد الملوك ميندوغاس وغيديمين، وتأسست أديرة الفرنسيسكان والدومينيكان في ليتوانيا مع الرهبان الليتوانيين. وقد اشتكى غيديمين في رسائله إلى البابا من أن الصليبيين دمروا الكنائس المسيحية ليكون لديهم ذريعة للحرب.
بدأت الحملة الصليبية على البلطيق في عام 1197. وحدثت المواجهات الأولى للمبشرين المسيحيين المتشددين مع الليتوانيين في عام 1185، عندما هاجم الليتوانيون سانت مينهارد. كانت القوات الليتوانية تدعم أيضًا المقاومة المحلية للسيميغاليين واللاتغاليين. وجرى منح فرسان النظام التوتوني أرضًا بالقرب من تورون في عشرينيات القرن الثاني عشر من قبل كونراد الأول من ماسوفيا، ما جعل الصليبيين أقرب إلى الأراضي الليتوانية. ومع وصول أول الصليبيين التوتونيين، بقيادة هيرمان بالك، إلى أرض كيلمنو في عام 1230، بدأت التقاليد الدينية لإستونيا ولاتفيا الحديثة بالتحول ببطء نحو الكاثوليكية. كانت هناك بالفعل معتقدات دينية مشتركة بين الشعبين الجرماني والليتواني، مثل تبجيل الإله بيركوناس.
في ثلاثينيات القرن الثاني عشر، كانت هناك اشتباكات عسكرية بين المسيحيين والليتوانيين بالقرب من الحدود الشمالية لما كان آنذاك جزءًا من ليفونيا. بدأت جماعة إخوة السيف الليفونيون، التي تأسست عام 1202، حملات للتوسع في المنطقة. من خلال الحملة الصليبية الليفونية، احتلوا تيرا ماريانا التي تحد ساموغيتيا الليتوانية، ما أدى إلى زيادة الصراعات. ووصلت هذه الصراعات إلى ذروتها في عام 1236 مع معركة سول بالقرب من شياولياي. عانى إخوة السيف الليفونيون من هزيمة كارثية. ونجا 10٪ فقط من جيشهم وقتل أكثر من 48 من فرسانهم. في ضوء هزيمتهم وديونهم المستحقة، أُجبر النظام على أن يصبح فرعًا من فرسان النظام التوتوني وسمي النظام الليفوني.
كانت الحملات العسكرية للنظام الليفوني الذي جرى إصلاحه ضد الليتوانيين ما تزال غير ناجحة. حتى بدعم من النظام التوتوني، عانى المسيحيون الليفونيون من هزائم كبيرة في معارك دوربي (1260)، وكاروز (1270)، وآيزاكراوكل (1279). أضعفت هذه الخسائر النظام التوتوني، ما سمح بانتفاضة البروسيين العظمى. عندما اغتيل ملك ليتوانيا ميندوغاس في عام 1263، دخلت المنطقة في حقبة من عدم الاستقرار. دعم الليتوانيون الانتفاضات البروسية ورتبوا غارات عسكرية مع البروسيين واليوتفينغيين. وشملت هذه الغارات حصار عام 1264 لقلعة فيلوفا (ويلاو) في سامبيا في عهد ترينيوتا والانتقام من بولندا من أجل اليوتفينغيين، بقيادة فايسفيلكاس وسفارناس.
وفي عام 1283، بعد إعادة احتلال البروسيين، ركز النظام التوتوني حملاته على مملكة ليتوانيا الهشة والتي تشكلت حديثًا.

## الأهداف
خطط النظام التوتوني في البداية لدمج كل ليتوانيا في إمارة نظام التيوتون، كما دُمجت بروسيا، لكن تلك الخطط واجهت مقاومة ليتوانية قوية. كان الهدف الرئيسي للنظام التوتوني هو احتلال منطقة الأراضي المنخفضة الليتوانية، ساموغيتيا، وبناء قلاع هناك لتعزيز سيطرتهم. كانت ساموغيتيا مثل الإسفين، فقد فصلت الأراضي التي احتلها النظام التوتوني وتلك التي احتلها النظام الليفوني. بإخضاع ساموغيتيا، سيكون النظام قادرًا على توحيد إدارته لكلا المنطقتين. بدءًا من عهد غيديمين، بدأت ليتوانيا أيضًا بالتوسع سريعًا نحو الشرق، واحتلال الأراضي الروثينية واكتساب المزيد من الموارد لحروبها طويلة الأمد.
بالنسبة للنظام، كان لترويج المسيحية زخم أيديولوجي قوي. عندما توقفت المعارك حول القدس بعد حصار عكا عام 1291، وجهت الجماعات الدينية المسيحية جهودها العسكرية نحو أوروبا الشرقية وشبه الجزيرة الإيبيرية، عازمة على الغزو أو الاستعادة. عارض حكام ليتوانيا بشدة مفهوم المعمودية وشنوا غارات وغزوات على الأراضي الجرمانية بانتظام. ونتيجة لذلك، أصبح النظام يركز على قمعهم كعدو وثني قوي. ومع ذلك، فإن الحجة التيوتونية لتنصير الوثنيين الليتوانيين أصبحت في الغالب ذريعة للتوسع في النهاية.
على الرغم من أنهم ركزوا جهودهم تجاه الإمارات غير المستقرة في بيلاروس وأوكرانيا، لم يستطع الليتوانيون تجاهل عدوان الصليبيين المسيحيين. ولم يتمكنوا من التوصل إلى أي اتفاق سلمي مع النظام التوتوني، الذي طالب بالتعميد الجماعي كشرط للسلام. منذ ذلك الحين، أصبح الدفاع عن ساموغيتيا والمناطق الضعيفة الأخرى أولوية الليتوانيين. أدى احتمال النهب من دوقية ليتوانيا الكبرى وإمارة النظام التوتوني إلى تفاقم الصراع، وغالبًا ما كانت غزوات كلا الجانبين قصيرة الأمد أو عشوائية.